# 姜沆
姜沆（きょうこう、강항（カン・ハン）、Gang Hang、1567年6月23日（隆慶元年5月17日） - 1618年6月27日（万暦46年5月6日））は、朝鮮李氏王朝時代中期の官人。字は太初（テチョ、태초）。号は睡隠（スウン、수은）。本貫は晋州。

## 生涯
1593年、朝鮮王朝における文科に合格したが、1597年の慶長の役（丁酉再乱）では刑曹佐郎という要職に就いており、全羅道で明の将軍・楊元への食糧輸送任務に従事していた。しかし日本軍の進撃によって全羅道戦線が崩壊し、一族で避難中に鳴梁海戦後に黄海沿岸へ進出していた藤堂高虎の水軍により捕虜とされ、海路日本へ移送された。
日本では伊予国大洲に拘留され、のち伏見に移され、この頃に藤原惺窩と交流した。約3年にわたる俘虜生活の見聞（日本制度や情勢）は『看羊録』にまとめられた。
1600年（慶長5年）4月に伏見を立ち、対馬を経由して朝鮮に帰国したが、再び仕官はしなかった。  
『看羊録』は彼が日本で見聞したこと、日本の内情や国土の特徴、諸大名の情勢などを細かく記したもので、朝鮮王朝に対する提言集的な側面が強い。一方、『看羊録』は見聞の中での様々な情動を見事な漢詩にしている。日本について、「日本はどんな才能、どんな物であっても必ず天下一を掲げる。壁塗り、屋根ふきなどにも天下一の肩書が付けば、多額の金銀が投じられるのは普通だ」と綴っている。
『看羊録』では、百済の王族・臨政太子が倭国の周防に行き、大内氏の祖となった、と主張しているが、この主張に対して松田甲は「奇評を発している」と評している。
韓国の百科事典『斗山世界大百科事典』は、姜沆を「丁酉再乱の時に義兵を起こして戦い、倭軍の捕虜として日本に捕まった。日本の学者に性理学を教える一方、倭軍の軍事情報などを故国に伝えたが、日本の性理学の元祖といわれる」と解説している。